# 월이자지급
월이자지급은 정해진 날에 이자를 매달 한 번씩 지급하는 방식이며 만기 때 적은 이자 지급과 동시에 원금만 돌려주는 방식이다.

## 예시
1천만 원 월이자 17.1% 이자 한 번씩 매달 지급: 월이자 25만 원

## 이런 방식을 적용하는 예
3개월 이표채 또는 이자지급, 단리 예금 등